# Euan Murray (Fußballspieler)
Euan Murray (* 20. Januar 1994 in Rutherglen) ist ein schottischer Fußballspieler, der zuletzt bei den Raith Rovers unter Vertrag stand.

## Karriere

### Verein
Euan Murray begann seine Karriere in der Jugend des FC Motherwell. Am 9. November 2013 gab er sein Debüt in der ersten Mannschaft in der Scottish Premiership gegen Dundee United. Im weiteren Verlauf der Saison 2013/14 kam er unter Stuart McCall zu jeweils einem zusätzlichen Einsatz in den Partien gegen Heart of Midlothian und Hibernian Edinburgh im März 2014. 
Ab Juli 2014 spielte Murray drei Monate beim FC Arbroath, für den er ein Viertligaspiel bestritt. Im September des gleichen Jahres nahm ihn der ebenfalls in der vierten Liga spielende FC Clyde unter Vertrag. Den Verein verließ er drei Monate später wieder.
Ab Januar 2015 spielte Murray für sechs Monate auf den Salomoninseln für den Western United FC. Mit dem Verein aus Gizo gewann er in der Saison 2014/15 die Meisterschaft der Salomonen.
Danach kehrte Murray zurück nach Schottland und schloss sich dem Drittligisten FC Stenhousemuir an. Nach einem lukrativen Angebot des englischen AFC Barrow aus der National League verließ Murray den Verein bereits nach einer Saison wieder. Nachdem er bis Januar 2017 nur auf wenig Einsatzzeiten in Barrow gekommen war, wechselte der Innenverteidiger innerhalb der Liga zum FC Southport.
Im Juli 2017 kehrte Murray ein zweites Mal nach Schottland zurück. Mit den Raith Rovers verbrachte er als Stammspieler die folgenden beiden Jahre in der dritten Liga. Danach wechselte er zum Zweitligisten Dunfermline Athletic.

### Nationalmannschaft
Euan Murray spielte im Jahr 2012 einmal in der schottischen U18-Nationalmannschaft gegen Serbien. Beim 4:1-Auswärtssieg in Belgrad stand er über die gesamten 90 Spielminuten auf dem Platz.